# Koszykówka na Igrzyskach Azjatyckich 2010
Koszykówka na Igrzyskach Azjatyckich 2010 odbyła się w dniach 13 - 26 listopada w Kantonie. Rozgrywki mężczyzn składały się z fazy kwalifikacyjnej, fazy grupowej oraz finałowej, natomiast rozgrywki żeńskie złożone były z fazy grupowej i finałowej.

## Program
|  | Eliminacje |  | Finały |

| Konkurencja      | Konkurencja | 13.11 | 14.11 | 15.11 | 16.11 | 17.11 | 18.11 | 19.11 | 20.11 | 21.11 | 22.11 | 23.11 | 24.11 | 25.11 | 26.11 |
| ---------------- | ----------- | ----- | ----- | ----- | ----- | ----- | ----- | ----- | ----- | ----- | ----- | ----- | ----- | ----- | ----- |
| Turniej mężczyzn |             |       |       |       |       |       |       |       |       |       |       |       |       |       |       |
| Turniej kobiet   |             |       |       |       |       |       |       |       |       |       |       |       |       |       |       |

## Medaliści
| Konkurencja:               | 1. miejsce | 2. miejsce | 3. miejsce |
| Turniej mężczyzn szczegóły | Ding Jinhui Liu Wei Zhang Qingpeng Wang Shipeng Zhu Fangyu Sun Yue Zhang Zhaoxu Zhang Bo Tang Zhengdong Li Xiaoxu Wang Zhizhi Zhou Peng | Park Chan-hee Lee Jung-suk Yang Dong-geun Kim Joo-sung Ha Seung-jin Lee Kyu-sup Cho Sung-min Yang Hee-jong Ham Ji-hoon Kim Sung-chul Lee Seung-jun Oh Se-keun | Amir Amini Aren Davoudi Javad Davari Mehdi Kamrani Saeid Davarpanah Oshin Sahakian Hamed Afagh Hamed Sohrabnejad Ali Jamshidi Asghar Kardoust Samad Nikkhah Bahrami Ali Doraghi |

| Konkurencja:             | 1. miejsce | 2. miejsce | 3. miejsce |
| Turniej kobiet szczegóły | Zhang Hanlan Bian Lan Ding Yuan Zhang Wei Miao Lijie Guan Xin Zhang Fan Ma Zengyu Chen Xiaoli Gao Song Liu Dan Chen Nan | Kim Bo-mi Kim Ji-yoon Jung Sun-hwa Lee Mi-sun Lee Kyung-eun Kang A-jeong Beon Yeon-ha Park Jung-eun Ha Eun-joo Kim Dan-bi Kim Kwe-ryong Sin Jung-ja | Yoko Nagi Maki Takada Yuka Mamiya Ai Mitani Ayumi Suzuki Hiromi Suwa Saori Fujiyoshi Yoshie Sakurada Asami Yoshida Yuko Oga Reika Takahashi Sachiko Ishikawa |

## Klasyfikacja medalowa
| Klasyfikacja medalowa | Klasyfikacja medalowa | Klasyfikacja medalowa | Klasyfikacja medalowa | Klasyfikacja medalowa | Klasyfikacja medalowa |
| --------------------- | --------------------- | --------------------- | --------------------- | --------------------- | --------------------- |
| Miejsce               | Reprezentacja         | Złoto                 | Srebro                | Brąz                  | Razem                 |
| 1.                    | Chiny                 | 2                     | -                     | -                     | 2                     |
| 2.                    | Korea Południowa      | -                     | 2                     | -                     | 2                     |
| 3.                    | Iran                  | -                     | -                     | 1                     | 1                     |
| 3.                    | Japonia               | -                     | -                     | 1                     | 1                     |